# 프랭크 컨버즈

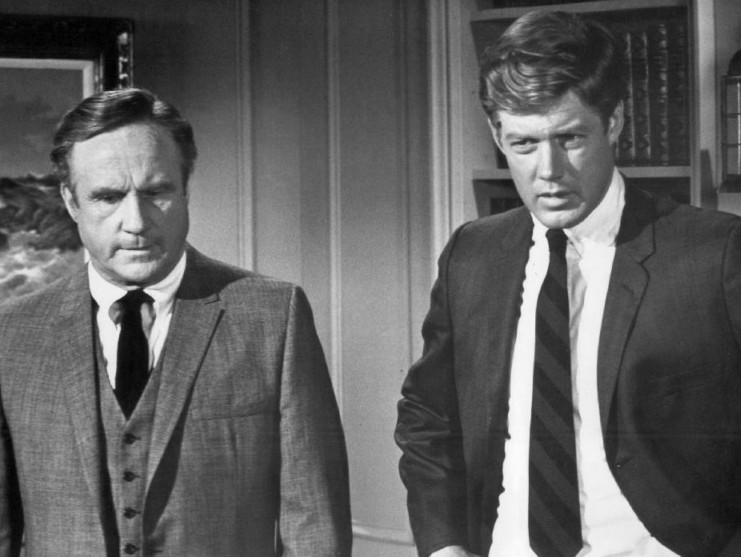

프랭크 컨버스(Frank Converse, 1938년 5월 22일 ~ )는 미국의 배우이다.
세인트루이스에서 태어났다.

## 출연 작품
- 로컬 커머셜 (2012년)
- 에브리바디 윈스 (1990년)
- 네온 정글의 집행자 (1988, Alone in the Neon Jungle)
- 빨간머리 앤 - 선생님이 된 앤 (1987년)
- 태양의 전사들 (1986년)
- 부시도 (1981년)
- 마릴린: 언톨드 스토리 (1980년)
- OK 목장의 결투 2 (1967년)
- 귀향 (1967년)

### 텔레비전
- FBI (1971-72)
- 형사 Q (1977)
- 원 라이프 투 리브 (1984-87)
- 로앤오더: 범죄 전담반 (1991-2008)
- 애즈 더 월드 턴즈 (1992-93)